# 基爾薩諾韋
49°48′16″N 36°23′27″E / 49.80444°N 36.39083°E
基爾薩諾韋（烏克蘭語：Кирсанове）是位於烏克蘭東部的村莊，由哈爾科夫州哈爾科夫區的貝茲柳季夫卡市鎮負責管轄。該村始建於1638年，面積0.34平方公里，海拔高度98米，2001年人口202，人口密度每平方公里594.1人。